# Darius Rice
Darius Lashaun Rice (Jackson, 16 ottobre 1982) è un ex cestista statunitense, professionista nella D-League, in Europa, Asia e Sudamerica..

## Carriera
Ha frequentato dal 2000 al 2004 la University of Miami, dove ha giocato con Guillermo Díaz, guardia portoricana della Juvecaserta Basket, ed Elton Tyler ala/pivot della Pistoia Basket 2000 in Legadue, realizzando dai 14 ai 19 punti di media e catturando dai 5 ai 6,5 rimbalzi.
Nel 2005-06 disputa due partite al Polpak Świecie in Polonia, cinque partite a Gary nella CBA e due partite in Venezuela col Marinos e Anzu Ategui.
Nel 2006-07 gioca una parte di stagione con i Jilin Northist Tigers in Cina mentre nell'altra parte della stagione torna in America giocando per i Dakota Wizards, una delle dodici squadre di pallacanestro che militano nella NBA Development League, il campionato professionistico di sviluppo della National Basketball Association, dove ha vinto il campionato realizzando 52 punti in una singola gara, venendo premiato come MVP e stabilendo il record della Lega con 12 canestri da 3 punti realizzati.
Nella stagione 2007-08, Darius, fa parte del roster del Purefoods Tender Juicy Giants, squadra delle Filippine, che con i suoi 33 punti e 10 rimbalzi di media a partita trascina la squadra alla finale della Coppa delle Filippine.
Sempre nel 2007-08 viene messo sotto contratto dalla squadra Portoricana dei Gigantes de Carolina fino a diventare la squadra finalista del campionato, con un record di 58 punti realizzati in un singolo incontro.
Nel 2008 giunge in Italia a Montegranaro per esser poi tagliato prima dell'inizio del campionato.

## Palmarès
- McDonald's All-American Game (2000)
- Campione NBDL (2007)